# Pram Point (Ross-Insel)
Der Pram Point (englisch für Prahmspitze) ist eine niedrige und abgerundete Landspitze auf der Südostseite der Hut-Point-Halbinsel im Südwesten der antarktischen Ross-Insel. Sie liegt rund 2,5 km nordöstlich des Kap Armitage und ist heute Standort der neuseeländischen Scott Base.
Teilnehmer der Discovery-Expedition (1901–1904) unter der Leitung des britischen Polarforschers Robert Falcon Scott entdeckten sie. Scott benannte sie so, da eine Prahm bei der Forschungsreise dazu diente, in den antarktischen Sommermonaten über die dann offene Wasserfläche von der Südspitze der Hut-Point-Halbinsel zum Ross-Schelfeis zu gelangen.